# Xenolpium madagascariense
Xenolpium madagascariense – gatunek zaleszczotka z rodziny Olpiidae i rodzaju Xenolpium.

## Występowanie
Gatunek ten występuje na Madagaskarze, Seszelach i w Indiach